# Krassó-Szörény megye természetvédelmi területeinek listája
Krassó-Szörény megye természetvédelmi területeinek listája azokat a természetvédelmi területeket tartalmazza, amelyek a romániai Krassó-Szörény megyében találhatóak, és országos jelentőségűnek minősülnek az 5/2000 számú törvény értelmében.
| Kód       | Kép                         | Magyar elnevezés                                         | Román elnevezés                      | Helység                              | IUCN- kategória | Típus                          | Terület (ha) |
| --------- | --------------------------- | -------------------------------------------------------- | ------------------------------------ | ------------------------------------ | --------------- | ------------------------------ | ------------ |
| RONPA0293 | Beușnița-vízesés            | Néra-szurdok – Beuşniţa-vízesés természetvédelmi terület | Cheile Nerei - Beușnița              | Szászkabánya község                  | IV              | vegyes                         | 145          |
| RONPA0294 |                             | Csiklova-völgy–Ilidia természetvédelmi terület           | Valea Ciclovei - Ilidia              | Csiklófalu község                    | IV              | vegyes                         | 1 865,60     |
| RONPA0295 |                             | Şuşarei-szurdok                                          | Cheile Șușarei                       | Szászkabánya község                  | IV              | vegyes                         | 246          |
| RONPA0296 | Bigér forrásvidéke          | Bigéri természetvédelmi terület (Bigéri-vízesés)         | Izvorul Bigăr                        | Bozovics község                      | IV              | vegyes                         | 176,60       |
| RONPA0297 |                             | Lisovacea-rezervátum                                     | Lisovacea                            | Bozovics község, Nagylaposnok község | IV              | vegyes                         | 33           |
| RONPA0298 |                             | Ducin Tudományos Rezervátum                              | Ducin                                | Nagylaposnok község                  | IV              | vegyes                         | 260,70       |
| RONPA0299 | Karas-folyó (Krassó) völgye | Krassói-szurdok                                          | Cheile Carașului                     | Krassóvár község                     | IV              | vegyes                         | 578          |
| RONPA0300 | Karas-folyó forrásvidéke    | Karas-forrás                                             | Izvoarele Carașului                  | Stájerlakanina                       | IV              | vegyes                         | 578          |
| RONPA0301 | Néra-folyó                  | Néra-forrás                                              | Izvoarele Nerei                      | Prigor község                        | IV              | vegyes                         | 5 028        |
| RONPA0302 |                             | Gerlistyei-szurok                                        | Cheile Gârliștei                     | Stájerlakanina, Gorony község        | IV              | vegyes                         | 517          |
| RONPA0303 |                             | Bârzavița erdőrezervátum                                 | Bârzavița                            | Ferencfalva                          | IV              | erdővédelmi                    | 3 406,90     |
| RONPA0304 |                             | Buhui-Mărghitaș                                          | Buhui - Mărghitaș                    | Stájerlakanina                       | IV              | vegyes                         | 979          |
| RONPA0305 |                             | Comarnic-barlang                                         | Peștera Comarnic                     | Krassóvár község                     | IV              | barlangtani                    | 0,10         |
| RONPA0306 |                             | Popovăț-barlang                                          | Peștera Popovăț                      | Krassóvár község                     | IV              | barlangtani                    | 0,10         |
| RONPA0307 |                             | Buhui-barlang                                            | Peștera Buhui                        | Stájerlakanina                       | IV              | barlangtani                    | 0,10         |
| RONPA0308 |                             | Groposu természeti rezervátum                            | Groposu                              | Resicabánya                          | IV              | geomorfológiai és faunisztikai | 883,60       |
| RONPA0309 | Domogled masszívum          | Domogled-hegy rezervátum                                 | Rezervația Domogled                  | Herkulesfürdő                        | IV              | vegyes                         | 2 382,80     |
| RONPA0310 |                             | Coronini–Bedina                                          | Coronini - Bedina                    | Herkulesfürdő, Mehádia község        | IV              | vegyes                         | 3 864,80     |
| RONPA0311 |                             | Iauna Craiova                                            | Iauna - Craiova                      | Somosréve község, Mehádia község     | IV              | vegyes                         | 1 545,10     |
| RONPA0312 |                             | Iardașița természeti rezervátum                          | Iardașița                            | Mehádia község                       | IV              | vegyes                         | 501,60       |
| RONPA0313 |                             | Belareca rezervátum                                      | Belareca                             | Somosréve község                     | I               | tudományos                     | 1 665,70     |
| RONPA0314 |                             | Bârzoni-barlang                                          | Peștera Bârzoni                      | Somosréve község                     | IV              | barlangtani                    | 0,10         |
| RONPA0315 |                             | Német-völgy természeti rezervátum                        | Valea Mare                           | Újmoldova                            | IV              | vegyes                         | 1 179        |
| RONPA0316 |                             | Néra-tó – Duna természeti rezervátum                     | Balta Nera - Dunăre                  | Nérasolymos község                   | IV              | vegyes                         | 10           |
| RONPA0317 |                             | Szervesdi nárciszmező                                    | Fâneața cu narcise Zervești          | Szervesd (Sebesrom község)           | IV              | botanikai                      | 40           |
| RONPA0318 |                             | Szócsáni kövület-lelőhely                                | Locul fosilifer de la Soceni         | Szócsán (Ezeres község)              | III             | őslénytani                     | 0,40         |
| RONPA0319 |                             | Craiova-szoros                                           | Cheile Globului                      | Globukrajova (Bélajablánc község)    | IV              | vegyes                         | 225          |
| RONPA0320 | Rudăria szurdokvölgy        | Rudăria-patak szurdokvölgye                              | Cheile Rudăriei                      | Ógerlistye                           | IV              | vegyes                         | 250          |
| RONPA0321 |                             | Majdáni Cuptor természeti rezervátum                     | Cuptor - Brădișoru de Jos            | Majdán (Oravicabánya város)          | IV              | vegyes                         | 0,50         |
| RONPA0322 |                             | Bánáti-szfinx szikla                                     | Sfinxul Bănățean                     | Toplec község                        | III             | geomorfológiai                 | 0,50         |
| RONPA0323 |                             | Fekete-szakadék                                          | Râpa Neagră                          | Mehádia község                       | III             | vegyes                         | 5            |
| RONPA0324 |                             | Divécs-völgyi szakadék                                   | Râpa cu lăstuni din Valea Divici     | Alsópozsgás község                   | IV              | vegyes                         | 5            |
| RONPA0325 |                             | Petrolea–Kuptore-domb                                    | Dealul Petrolea - Cuptoare           | Somfa község                         | III             | vegyes                         | 5            |
| RONPA0326 |                             | Greațca-völgy                                            | Valea Greațca                        | Mehádia község                       | IV              | geomorfológiai                 | 9            |
| RONPA0327 |                             | Crouri-szakadék                                          | Ravena Crouri                        | Bélajablánc község                   | IV              | vegyes                         | 7            |
| RONPA0328 |                             | Ogașul Slătinic                                          | Ogașul Slătinic                      | Bozovics község                      | IV              | vegyes                         | 1            |
| RONPA0329 |                             | Báziási természetvédelmi terület                         | Rezervația naturală Baziaș           | Báziás (Nérasolymos község)          | IV              | vegyes                         | 170,90       |
| RONPA0330 |                             | Ezeresi-erdő rezervátum                                  | Pădurea Ezerișel                     | Ezeres község                        | IV              | florisztikai és faunisztikai   | 120          |
| RONPA0331 |                             | Apádiai kövület-lelőhely                                 | Locul fosilifer de la Apadia         | Apádia (Perlő község)                | III             | őslénytani                     | 1            |
| RONPA0332 |                             | Delényesi kövület-lelőhely                               | Locul fosilifer de la Delinești      | Delényes (Ökörpatak község)          | III             | őslénytani                     | 4            |
| RONPA0333 |                             | Ezeresi kövület-lelőhely                                 | Locul fosilifer de la Ezeriș         | Ezeres község                        | III             | őslénytani                     | 2            |
| RONPA0334 |                             | Globukrajovai kövület-lelőhely                           | Locul fosilifer de la Globu Craiovei | Globukrajova (Bélajablánc község)    | III             | őslénytani                     | 2            |
| RONPA0335 |                             | Petresfalvi kövület-lelőhely                             | Locul fosilifer de la Petroșnița     | Petresfalva (Bokos község)           | III             | őslénytani                     | 3            |
| RONPA0336 |                             | Tornói kövület-lelőhely                                  | Locul fosilifer de la Târnova        | Tornó község                         | III             | őslénytani                     | 2            |
| RONPA0337 |                             | Királykegyei kövület-lelőhely                            | Locul fosilifer de la Tirol          | Királykegye (Doklény község)         | III             | őslénytani                     | 0,50         |
| RONPA0338 |                             | Valéapáji kövület-lelőhely                               | Locul fosilifer de la Valeapai       | Valéapáj (Rafna község)              | III             | őslénytani                     | 2            |
| RONPA0339 |                             | Alsózorlenci kövület-lelőhely                            | Locul fosilifer de la Zorlențu Mare  | Alsózorlenc község                   | III             | őslénytani                     | 3            |
| RONPA0846 |                             | Krassóvári Răsuflătoare-barlang                          | Peștera Răsuflătoarei                | Krassóvár község                     | I               | tudományos                     | 1,10         |
| RONPA0864 |                             | Poleva vizesbarlang rezervátum                           | Peștera cu apă din Valea Polevii     | Lászlóvára község                    | IV              | barlangtani                    | 3,20         |
| RONPA0865 |                             | Dăncioanea bioszféra-rezervátum                          | Dăncioanea                           | Baucár                               | IV              | vegyes                         | 337          |
| RONPA0866 |                             | 85-ös felfedezők barlangja                               | Peștera Exploratorii '85             | Krassóalmás                          | IV              | vegyes                         | 15           |
| RONPA0867 |                             | Pleșu-erdő rezervátum                                    | Pădurea Pleșu                        | Ruszkabánya                          | IV              | vegyes                         | 1 980        |
| RONPA0868 | Ruszka-Pojána hegység       | Ruszkabányai erdőrezervátum                              | Rusca Montană                        | Ruszkabánya                          | IV              | erdővédelmi                    | 604          |
| RONPA0869 |                             | Cărăula-domb természeti rezervátum                       | Dealul Cărăula                       | Szászkabánya                         | IV              | vegyes                         | 123          |
| VI.12     |                             | Moldova-sziget vizes élőhely rezervátum                  | Zona umedă Ostrov - Moldova Veche    | Újmoldova                            | IV              | madárvédelmi                   | 1 627        |
| VI.13     |                             | Calinovăț-sziget vizes élőhely rezervátum                | Zona umedă Insula Calinovăț          | Alsópozsgás község                   | IV              | madárvédelmi                   | 24           |
| VI.14     |                             | Divécs – Alsópozsgás természetvédelmi terület            | Divici - Pojejena                    | Alsópozsgás község                   | IV              | madárvédelmi                   | 498          |

## Fordítás
Ez a szócikk részben vagy egészben  a   Lista rezervaţiilor naturale din judeţul Caraș-Severin című román Wikipédia-szócikk ezen változatának fordításán alapul.  Az eredeti cikk szerkesztőit annak laptörténete sorolja fel. Ez a jelzés csupán a megfogalmazás eredetét és a szerzői jogokat jelzi, nem szolgál a cikkben szereplő információk forrásmegjelöléseként.